# Moraira

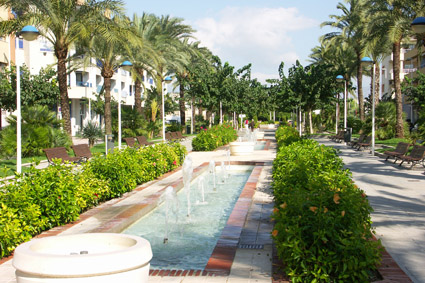
Vue urbaine de Moraira

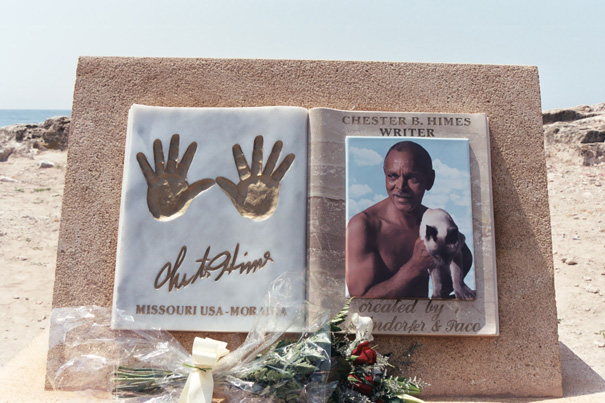
Monument à Chester Himes

Moraira est un ancien petit village de pêcheurs, actuellement une ville de 10.000 habitants dominée par le tourisme de résidence secondaire. Elle est rattachée à la commune de  Teulada, dans la province d'Alicante sur la Costa Blanca.
Sa paroisse dédiée à Notre-Dame des Désemparés fut construite en 1974, à l'aide de matériaux provenant du château de Moraira, situé à une centaine de mètres du centre-ville. 
L'écrivain américain Chester Himes s'installa près de Moraira en 1969 et y vécut jusqu'à sa mort en 1984.

## Origine et évolution

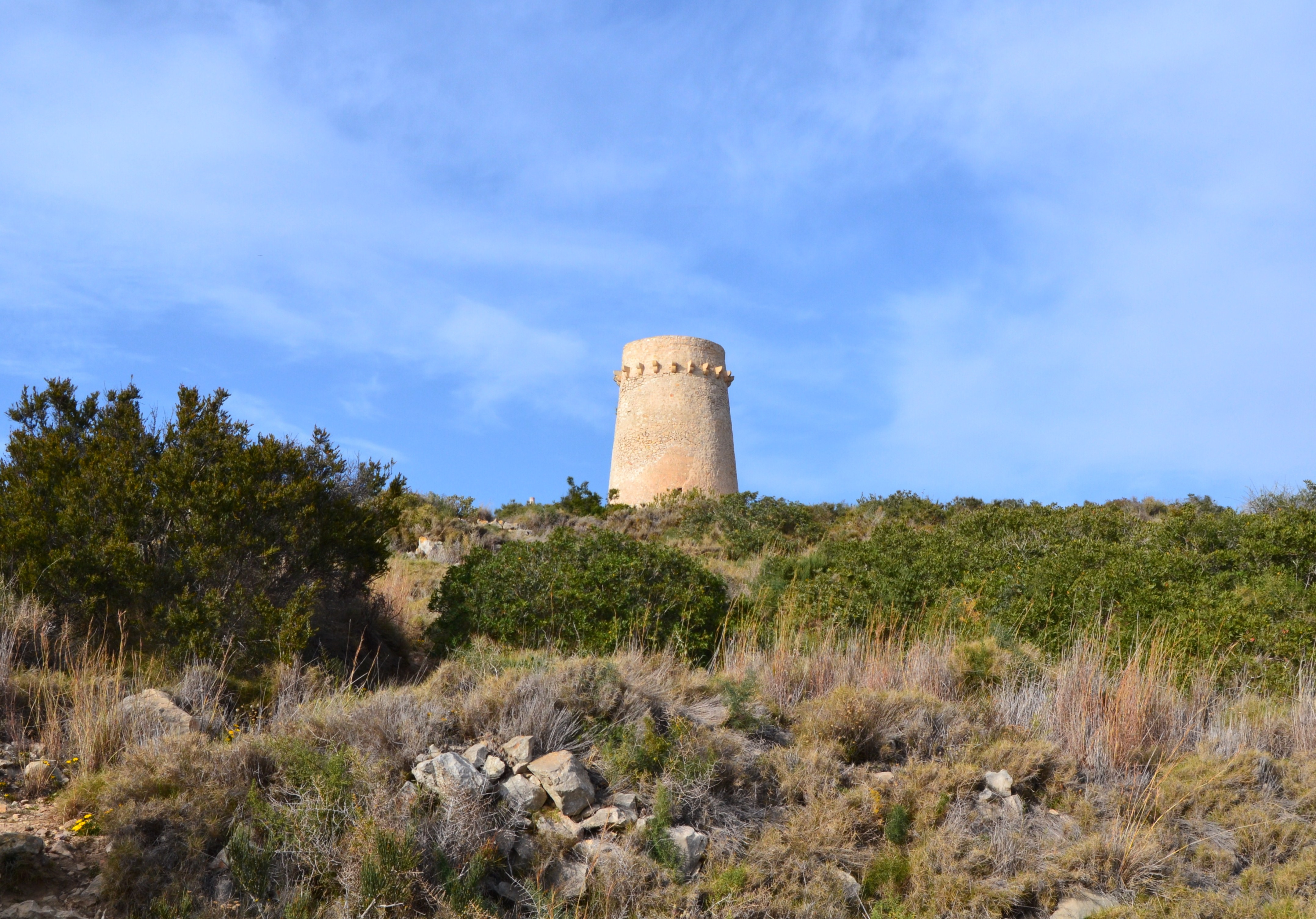
Moraira, tour de guet du cap d'Or.

Jusqu'à la troisième décennie du XIXe siècle, la zone côtière était non protégée de la  piraterie et les populations ne pouvaient s'installer et se développer dans cette zone.
La  conquête de l'Algérie par les français en 1830 mit fin à la  piraterie dans le secteur et permit le développement du village.
Ce fut vers le milieu du XIXe siècle qu'ont commencé à apparaître des magasins et tavernes à côté de quelques maisons, dans l'actuel centre-ville de Moraira. Le développement de ce milieu urbain se poursuivit tout au long de la seconde moitié du XIXe siècle.
À partir des années 1970, Moraira cesse d’être un village de pêcheurs et devient un important centre touristique international. Le tourisme de résidence secondaire constitue actuellement le principal moteur de son économie, ainsi que la pêche et l’agriculture, avec notamment la culture des raisins de table et du vin muscat.

## Situation et climat
La ville de Moraira est située sur la plage de la Costa Blanca. En dépit du tourisme, elle a réussi à préserver son originalité.
Entourée d'un côté par la mer et de l'autre par les montagnes, Moraira bénéficie de 300 jours de soleil par an, avec une moyenne annuelle de 21 °C.

## Vieille ville
Le port de pêche de Moraira débouche sur des plages naturelles. Criques rocheuses et plages de sable fin alternent.
Sur la place, on peut voir la tour de guet de Cap d'Or et le château, au bord de la plage. 
Aujourd'hui, les pêcheurs du village vont de plus en plus pour des produits frais vendus ensuite à la criée. Chaque matin, les habitants et les touristes peuvent participer aux enchères.

## Gastronomie
La cuisine de Teulada-Moraira puise ses ressources à la fois dans la mer, les montagnes et les champs avoisinants.

## Monuments
- Chateau de Moraira

Situé sur la plage de L’Ampolla, il s’agit de l’un des joyaux de la commune. Construit dans un but défensif, pour protéger la commune des attaques venant de la mer, il fut restauré dans les années 1980.

Château de Moraira
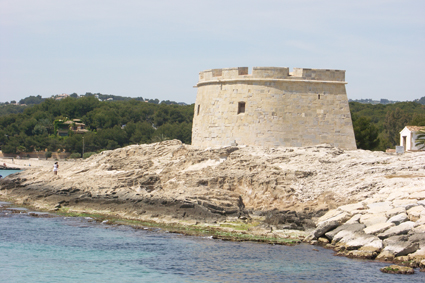
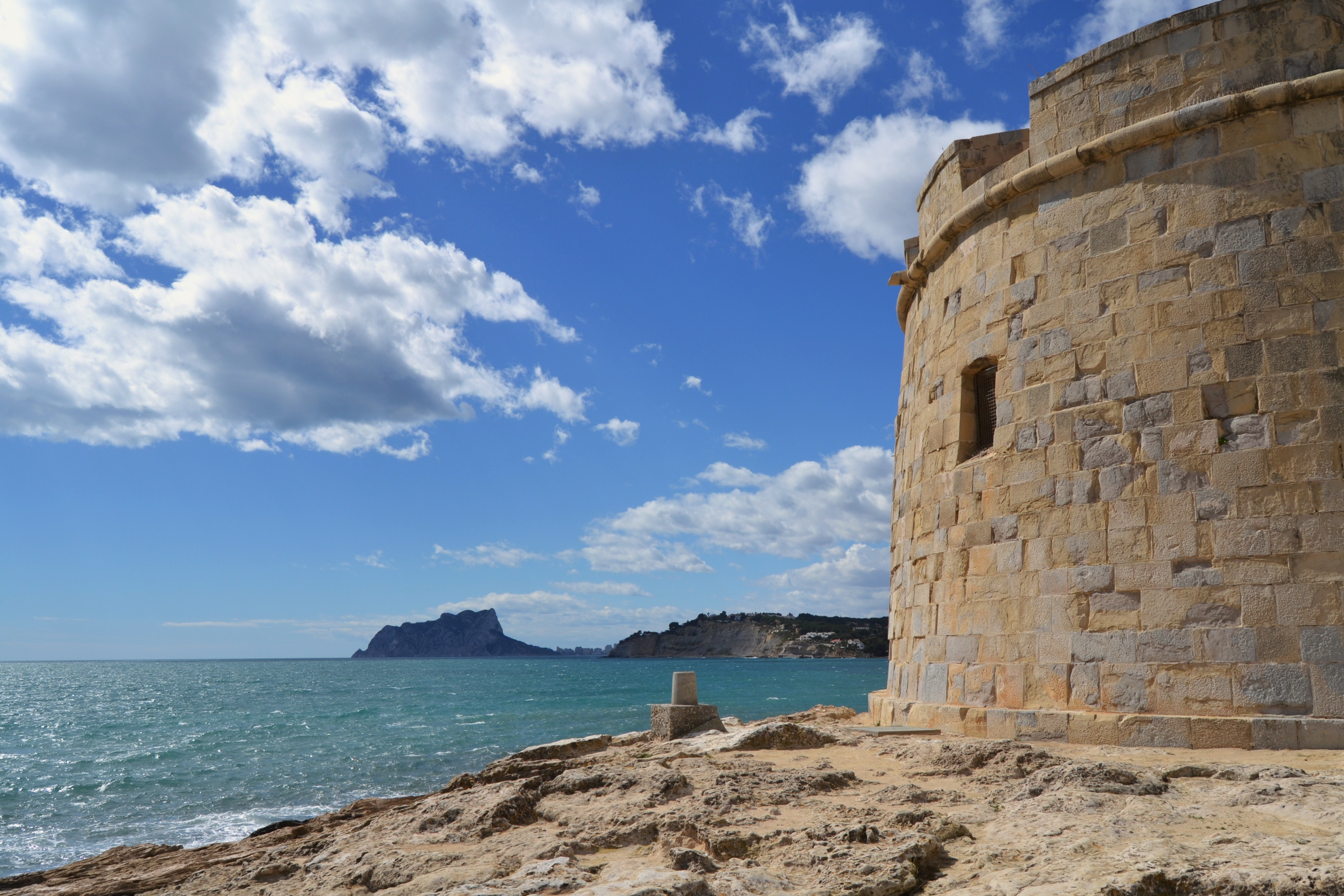
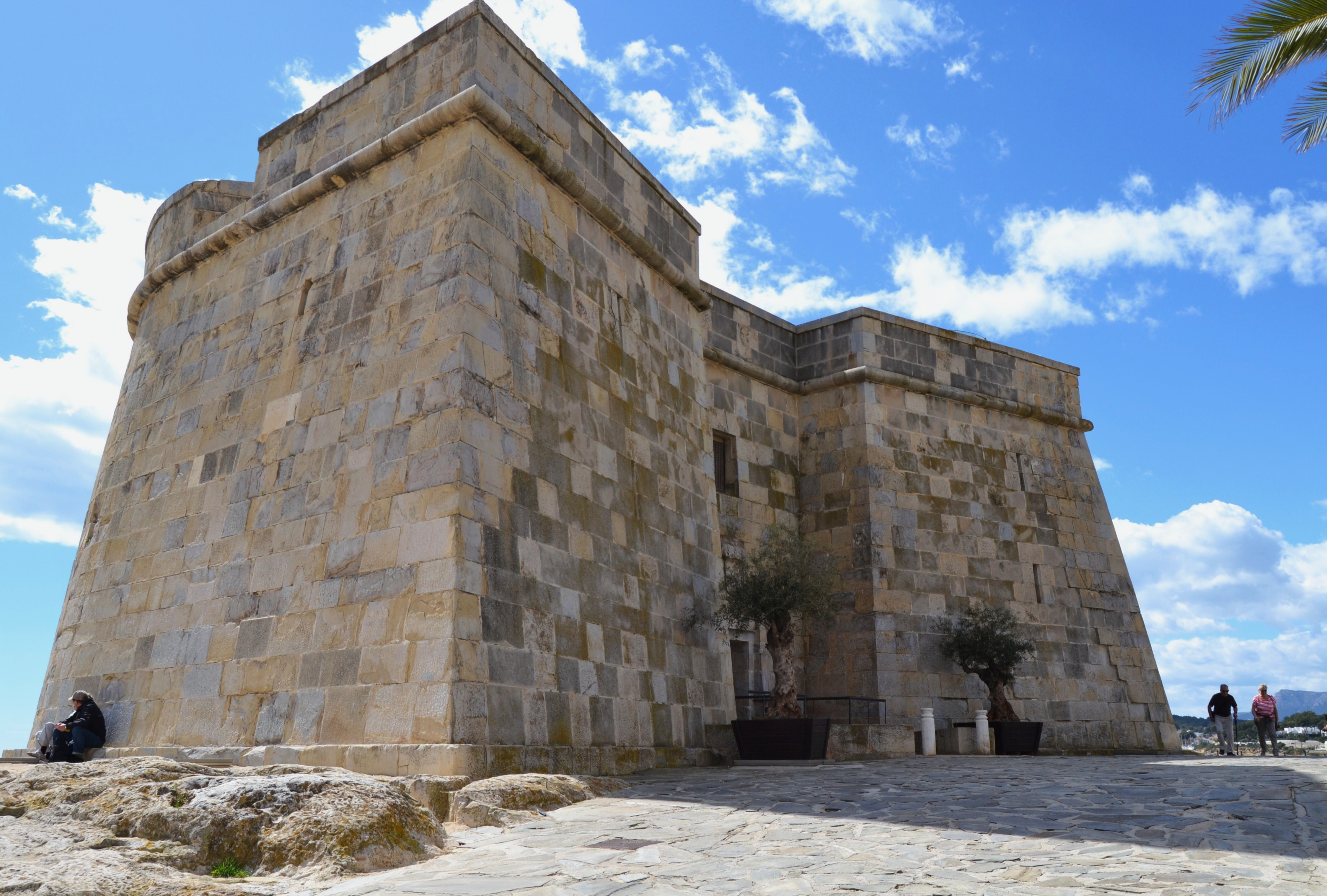

- Paroisse Notre-Dame des Désemparés

Église Paroissiale de Notre-Dame des Désemparés : située dans l’agglomération de Moraira, elle comprend trois nefs séparées par des piliers et quatre travées. À l’intérieur, nous remarquons la mosaïque du maître-autel avec une image de la Vierge.
- Le port
- La tour de guet du Cap d'Or :

Cette tour de guet de 11 mètres de haut qui se dresse sur le point le plus élevé du Cabo de Oro, était jadis l’un des principaux points du système de protection contre les attaques ennemies. Nous pouvons aujourd’hui la visiter et des itinéraires de randonnée pédestre sont organisés jusqu’à Javea.

## Les fêtes et processions[1],[2]
{A vérifier}
- 5 janvier : défilé de parade des Rois Mages d'Orient
- après Pâques : fêtes patronales en honneur de Sant  Vicente Ferrer (processions, feux d'artifice, défilés, paella)
- 2e weekend de juin : fête des Maures et Chrétiens

Des défilés en costume ont lieu dans la vieille ville, ainsi que des reconstitutions de combat dans le château et sur la plage. Le festival est couronné d'un feu d'artifice final.
- Fête de la Saint-Jean :

À Moraira, on retrouve les bûchers sur la plage, puis à minuit, on saute dans les vagues et l’on fait un souhait, une alternative plus magique et spirituelle pour célébrer la nuit de la Saint-Jean.
- 1er weekend de juillet : fête de l'Ermitage de la Font Santa :

Ces fêtes sont organisées par les jeunes de 18 ans de la commune, avec des bals, des vachettes, une messe en l’honneur de San Vincente Ferrer, et bien plus. Elles sont suivies des fêtes patronales de Moraira
- 15 juillet : Moraira honore sa sainte patronne, Notre-Dame des Désemparés.
- 29, 30 juillet : fête de Els Sants de la Pedra
- 1er samedi de septembre : fête du Moscatell
- 24 novembre : fête de Santa Catalina
- En décembre, la Feria de Nuestro Comercio à Moraira vient clore l’année, sans oublier les actes et évènements célébrés durant les fêtes de Noël.